# 32 in 1
32 in 1 é uma coletânea de jogos eletrônicos desenvolvida pela empresa Atari para os console Atari 2600 e Atari 7800, lançado em 1988 somente na Europa, Austrália e Nova Zelândia.
Foi a segunda tentativa da Atari em produzir uma coletânea de jogos. A primeira consistia em uma compilação de quatro jogos (4 in 1), porém nunca passou da fase de protótipo. Ao invés de dispor de um menu, a seleção de jogos se dá mediante o desligar e ligar do console. Quando o console é ligado, um novo jogo é selecionado. A escolha, porém, não é aleatória, seguindo uma ordem sequencial.